# 혼다 S-MX

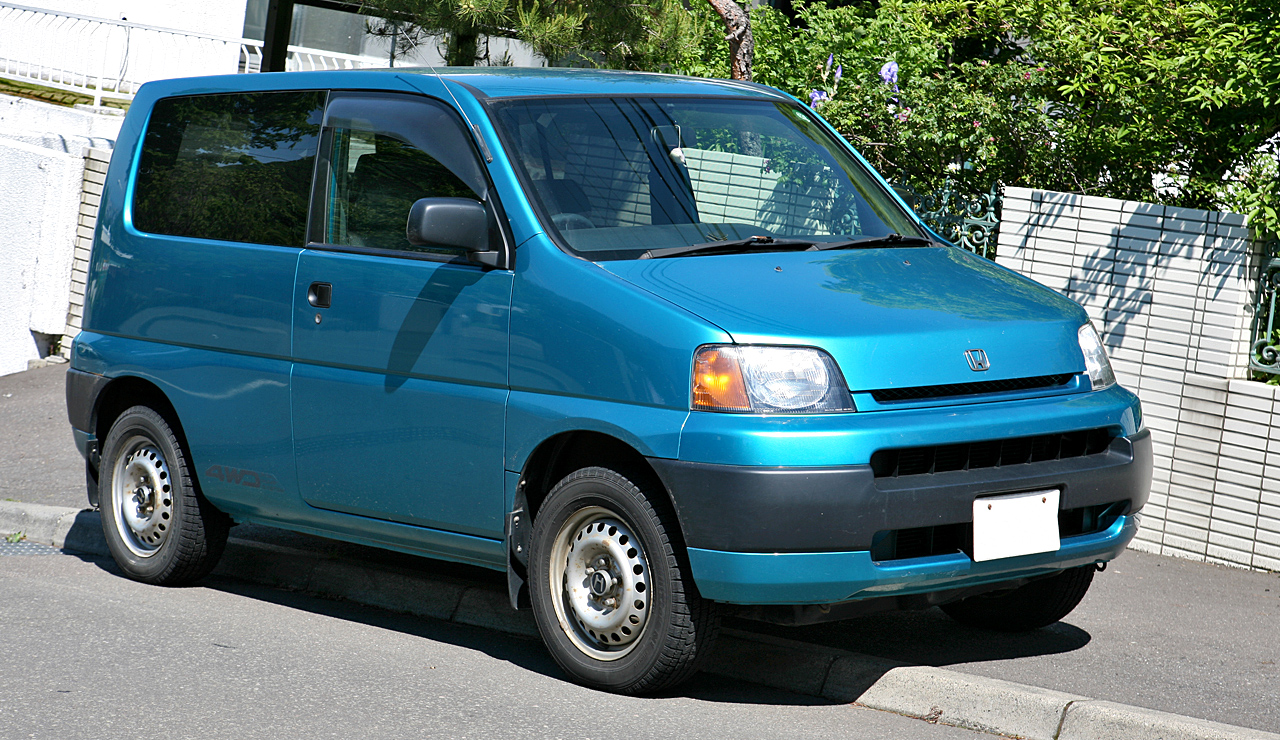
혼다 S-MX(전기형) 정측면

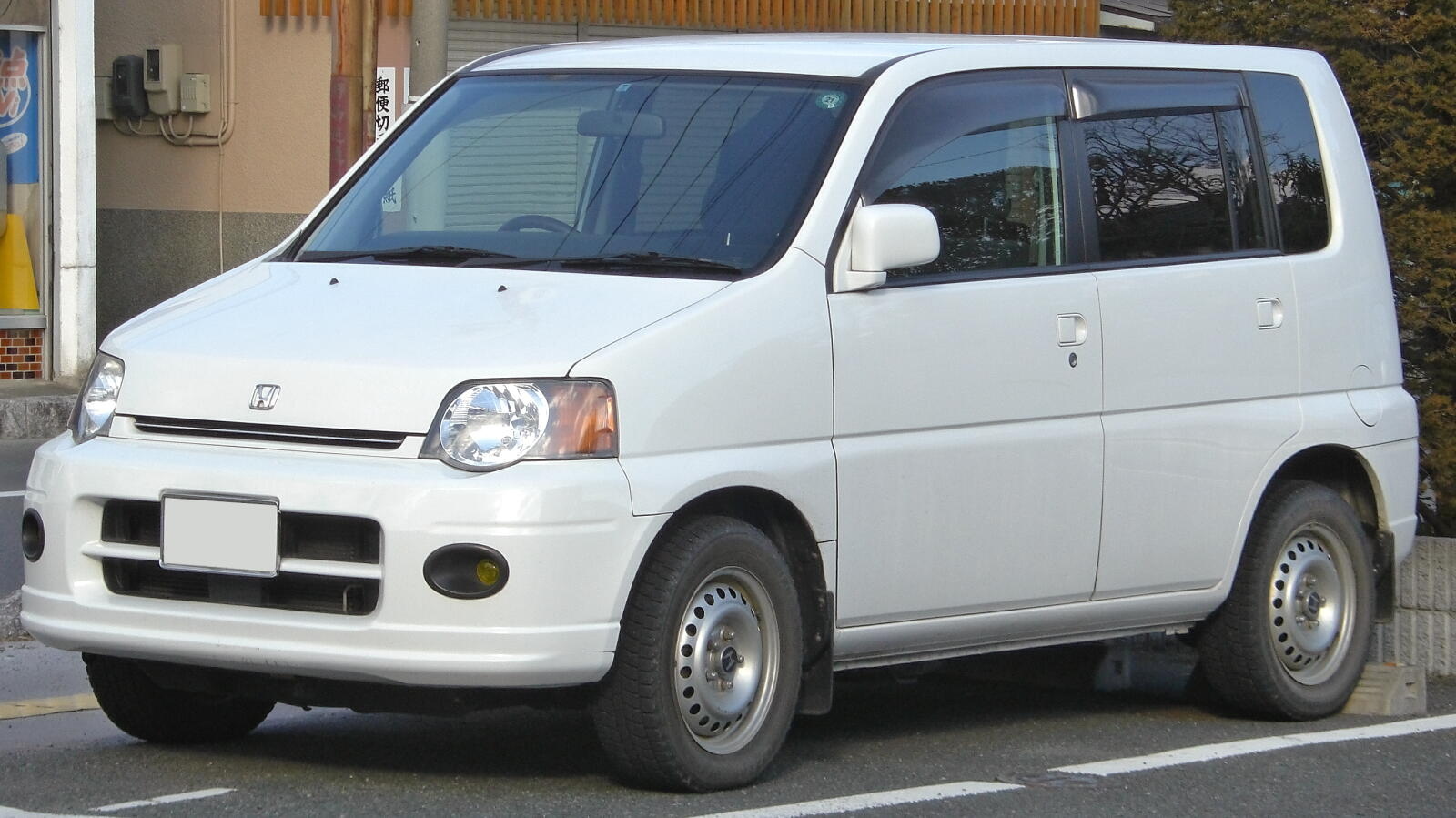
혼다 S-MX(중기형) 정측면

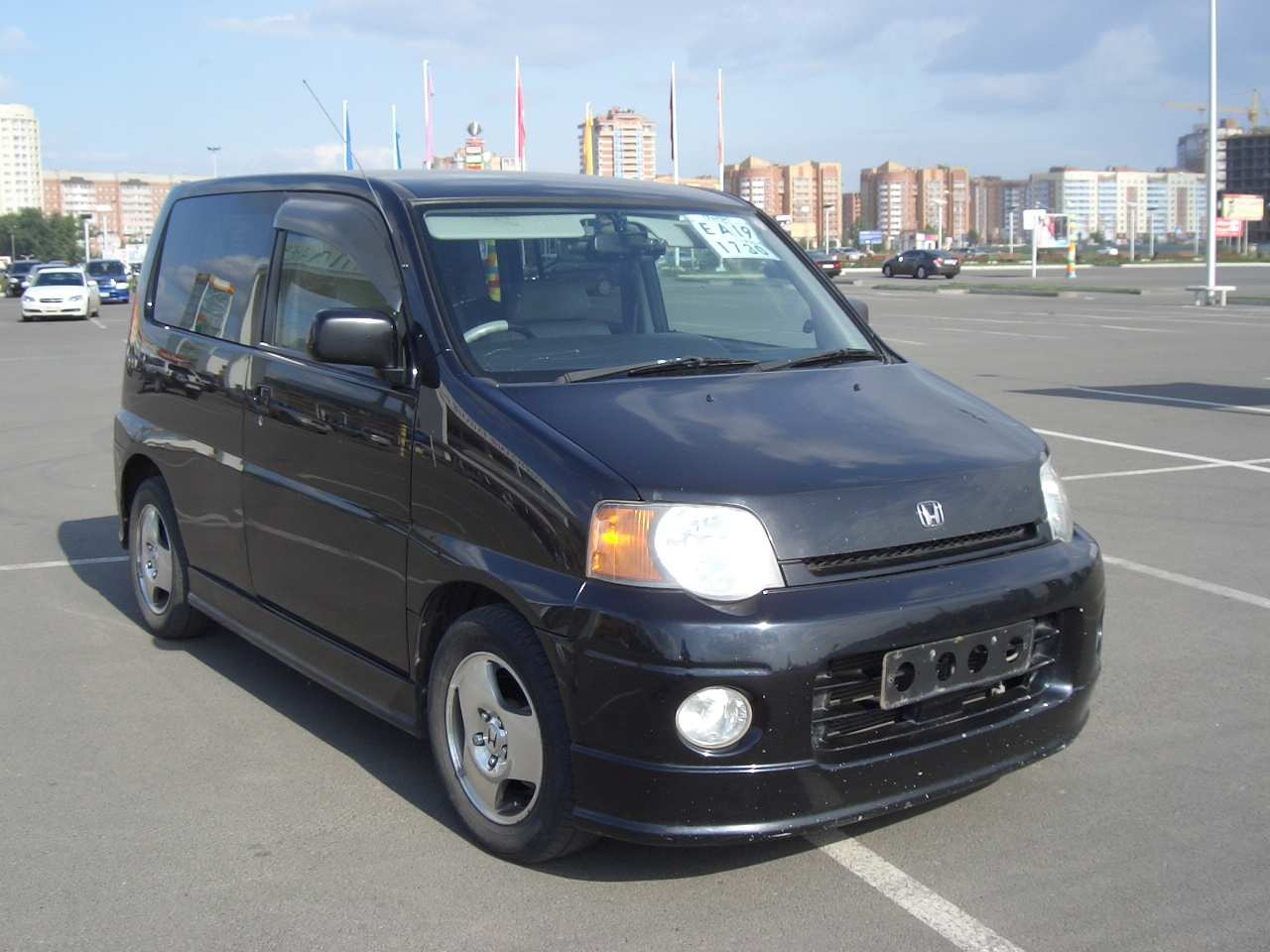
혼다 S-MX(후기형) 정측면

혼다 S-MX(Honda S-MX)는 일본의 자동차 회사인 혼다 기연 공업이 생산 및 판매한 소형 MPV이다. 오딧세이, CR-V, 스텝 왜건에 이어 등장한 혼다 기연 공업의 RV 라인업 크리에이티브 무버의 4번째 차종이기도 하다. 1995년 10월에 제 31회 도쿄 모터쇼에서 S-MX 컨셉트라는 컨셉트 카가 공개되었고, 이후 양산형이 공개되었다. 1996년 11월 22일에 출시되었으며, 스텝 왜건의 전장과 전폭을 짧게 줄인 듯한 각진 디자인을 가졌다. 4단 자동변속기를 스티어링 칼럼 방식으로 설치하고, 앞·뒤로 완전히 평평하게 접히는 벤치 타입 시트를 장착하여 공간 활용도를 최대화하였다. 스텝 왜건과 마찬가지로 탑승자의 안전과 비용 절감을 이유로 조수석 쪽에만 리어 도어를 장착하였다. CR-V로부터 가져온 128마력의 2.0L 4기통 B20B 가솔린 엔진을 장착하였으며, 구동계는 전륜구동과 4륜구동으로 나뉘었다. 출시 당시에 제공된 트림은 전륜구동 방식의 기본형, 4륜구동, 로우다운 등 3종류였다. 4륜구동 사양은 15mm 높아진 지상고와 선택형 4륜구동을 더하였고, 로우다운 트림은 15mm 낮아진 지상고와 전용 드레스업 파츠, 15인치 알로이 휠이 추가되었다. 2000년 12월에는 마이너 체인지를 거쳐 기본형과 4륜구동 버전에 쓰이던 무도장 범퍼가 차체 색상으로 마감되는 정도의 변화가 있었고, 여러 편의 장비들을 삭제한 저가형의 커스텀 베이직 트림이 추가되었다. 2002년 8월에 후속 차종 없이 단종되었다.